# Rio Conchos (film, 1964)
Cet article concerne un film. Pour la rivière, voir Río Conchos.
Pour plus de détails, voir Fiche technique et Distribution.
Rio Conchos est un western américain réalisé par Gordon Douglas, sorti en 1964.

## Synopsis
Deux ans après la fin de la guerre de Sécession, James Lassiter, ex-major sudiste, est arrêté par le capitaine Haven (ex-nordiste), pour avoir tué de sang-froid quelques Apaches (dont une bande a massacré sa famille), au moyen d'un fusil à répétition provenant d'un stock volé à l'armée. Lassiter révèle que l'arme lui a été vendue par l'ex-colonel sudiste Theron Pardee, lequel s'est réfugié au Mexique avec un groupe de fidèles. Haven propose alors à son commandant, le colonel Wagner, de franchir discrètement la frontière, avec le sergent Franklyn, habillés en civil, afin de récupérer les armes ou, à défaut, de les détruire. Pour ce faire, ils emportent un chariot de poudre et se font accompagner par Lassiter, qui a accepté de les conduire jusqu'à Pardee, ainsi que par un mexicain faisant office de guide, Juan Luis Rodriguez (un hors-la-loi échappant ainsi à la pendaison)...

## Fiche technique
- Titre français (et original) : Rio Conchos
- Réalisateur : Gordon Douglas
- Scénario : Joseph Landon et Clair Huffaker, d'après un roman de ce dernier
- Production : David Weisbart
- Musique : Jerry Goldsmith
- Directeur de la photographie : Joseph MacDonald (crédité Joe MacDonald)
- Direction artistique : Jack Martin Smith et William J. Creber (crédité William Creber)
- Décors de plateau : Walter M. Scott et Lucien Hafley
- Montage : Joseph Silver
- Compagnie de production : Twentieth Century Fox
- Compagnie de distribution : Twentieth Century Fox
- Pays de production: États-Unis
- Langue : anglais, espagnol
- Genre : Western
- Format : Couleur (en CinemaScope) - 35 mm - 2.35 : 1 - Mono (Westrex Recording System)
- Durée : 107 minutes
- Dates de sortie : 
  - États-Unis : 28 octobre 1964
  - France : 27 novembre 1964
- Affiches : Raymond Elseviers (Belgique), Boris Grinsson (France)

## Distribution
- Richard Boone (VF : André Valmy) : James 'Jim' Lassiter
- Stuart Whitman (VF : Michel Roux) : le capitaine Haven
- Anthony Franciosa (VF : Jean-Louis Jemma) : Juan Luis Rodriguez
- Jim Brown (VF : François Valorbe) : le sergent Franklyn
- Wende Wagner : Sally (une jeune femme Apache)
- Warner Anderson (VF : Michel Etcheverry) : le colonel Wagner
- Rodolfo Acosta (VF : Georges Atlas) : Chemise rouge (le chef Apache)
- Barry Kelley (VF : Émile Duard) : le croupier à Presidio
- Vito Scotti (VF : Henri Virlojeux) : le bandit mexicain
- House Peters Jr. : un officier de Pardee
- Kevin Hagen (VF : Michel Gatineau) : le major 'Blondebeard' Johnson
- Edmond O'Brien (VF : Serge Nadaud) : le colonel Theron Pardee

Et, parmi les acteurs non crédités :
- Robert Adler : un soldat de Pardee
- Timothy Carey (VF : Roger Rudel) : Chico, le patron de la cantina
- Marie Gomez : la prostituée dans la cantina
- Linda Cordova (VF : Lita Recio) : la serveuse à la première cantina Siete Leguas
- Roberto Contreras : un garde mexicain au corral
- Abel Fernández : un garde mexicain au corral

### Revue de presse
- Jean-Elie Fovez, « Rio Conchos », Téléciné, no 120, Fédération des Loisirs et Culture Cinématographique (FLECC), Paris, mars 1965,  (ISSN 0049-3287).